# CNBC
CNBC(Consumer News and Business Channel)는 미국 경제·금융 채널로 NBC유니버설에서 운영하고 있으며 전 세계로 송출하고 있다.

## 국제 채널

### 운영
- CNBC Asia[1] - 1995년 6월 20일 ~ 현재
  -  Nikkei CNBC - 1999년 10월 1일 ~ 현재
  -  CNBC TV18[2] - 1999년 12월 7일 ~ 현재 / CNBC AWAAZ - 2005년 ~ 현재
  -  CNBC Indonesia - 2018년 10월 10일 ~ 현재
  -  JKN CNBC - 2020년 ~ 현재
- CNBC Arabiya - 2003년 ~ 현재
- CNBC Europe - 1996년 3월 11일 ~ 현재
  -  Class CNBC - 2000년 6월 14일 ~ 현재
- CNBC Arrica - 2007년 6월 1일 ~ 현재
- CNBC World - 2001년 7월 1일 ~ 현재

### 폐국

#### 유럽
- CNBC UK - 개국 시기 미상 ~ 폐국 시기 미상
- TVN CNBC - 2007년 9월 3일 ~ 2013년 12월 31일

#### 중동
- CNBC-e - 2000년 11월 16일 ~ 2015년 11월 5일

#### 아시아
- CNBC Pakistan - 2005년 ~ 2015년
- MBN CNBC - 2002년 5월 1일 ~ 2005년 7월 3일 / SBS CNBC - 2009년 12월 28일 ~ 2020년 12월 31일